# 蓝猫淘气3000问·恐龙时代
《蓝猫淘气三千问·恐龙时代》（简称《蓝猫恐龙系列》）为蓝猫淘气3000问第三部作。该系列续前一系列的情节。外星人将数种恐龙基因重组培育出破坏性极强的恐龙，想以此摧毁地球。为了打败这些恐龙保卫地球，蓝猫等人前往恐龙时代取恐龙的原始基因，然后再通过感应器收集恐龙资料以安排变种恐龙适合的居住环境。打败外星人后，蓝猫等人又开始了在中生代三纪的冒险。
该系列里的真实恐龙包含了误名、样貌不适合或不正确的恐龙模型，以及较差的三维品质和其它大量错误，而受到很多负面评论。

## 剧情
外星人利用基因变种恐龙袭击地球，蓝猫、淘气、菲菲和咖喱奉鸡大婶命令前往恐龙时代提取异特龙等多种恐龙基因以制服变种龙。过后蓝猫等四人和羊博士一起收集恐龙资料。在白垩纪期间，众人都与恐龙非常友好。最后陨石坠落，导致所有恐龙灭亡，众人依依不舍地离开恐龙时代。

## 角色
除了肥仔和甜妞外，其他所有角色均有登场。该系列增加了新的角色——羊博士。
| 角色   | 配音   | 介绍 |
| 蓝猫   | 葛平   | 非常喜欢恐龙时代，曾因为大家放弃拯救恐龙而感到愤怒、绝望。                                                        |
| 淘气   | 付以琳 | 足智多谋。曾经与菲菲使用极恶劣的方法收集恐龙资料。                                                                |
| 咖喱   | 付以琳 | 性格天真活泼，善良，爱美，任性娇气，爱表现，好打扮。曾一段时间讨厌羊博士。                                        |
| 菲菲   | 罗沐   | 性格狡猾，经常想出许多鬼点子。在调查三角龙期间，曾被大家误会、排挤。                                              |
| 羊博士 | 袁文君 | 性格善良，经常使用交朋友的方式调查恐龙。调查期间，曾经常被众人误会、排挤。首次出现于《绝处逢生》（第六十三集）。  |
| 鸡大婶 | 袁文君 | 获取恐龙基因及资料的指挥者。只出现三集：《地球危机》（第一集），《新的任务》（第二十六集）和《结盟》（第122集）。 |

## 出现恐龙
以下列表显示所有出现在剧集的恐龙品种，不包括一些特殊恐龙角色。

### 侏罗纪时期（第一次出发）
| 恐龙          | 其他                                                                                       |
| 异特龙        | 蓝猫等人提取恐龙基因的第一个目标。                                                         |
| 窃鸟龙        | 实际于嗜鸟龙为同一种恐龙。                                                                 |
| 双冠龙        | 蓝猫和淘气曾两次遇到双冠龙。                                                               |
| 嗜鸟龙        | 菲菲和咖喱在寻找蛇颈龙时，曾遇到过一群嗜鸟龙。                                             |
| 角鼻龙/角冠龙 | 曾有一对角鼻龙追赶菲菲和咖喱。                                                             |
| 翼手龙        | 实际并非恐龙。在剧集描述为直到白垩纪才灭绝。菲菲和咖喱在捞取角鼻龙蛋时，曾遇到一只翼手龙。 |
| 蛇颈龙        | 实际并非恐龙。众人提取恐龙基因的第二个目标。                                               |
| 奇齿龙        | 蓝猫和淘气在寻找追踪器时所遇到的恐龙。                                                     |
| 鱼龙          | 实际并非恐龙。菲菲在引开幼年蛇颈龙曾遇到一对鱼龙，还将其误认成古代海豚。                   |
| 胁骨龙        | 不明剑龙科恐龙。众人的时光机曾被胁骨龙霸占过。                                             |
| 不明鳄鱼      | 菲菲和咖喱追寻的母蛇颈龙曾被一群鳄鱼攻击过。                                               |

### 白垩纪时期（第一次出发）
| 恐龙        | 其他                                                 |
| 勇猛龙      | 曾被寻找棘龙的蓝猫和菲菲误认成棘龙。                 |
| 棘龙/棘背龙 | 众人提取基因的第三个目标。                           |
| 重爪龙      | 淘气和咖喱在寻找棘龙时所遇到的恐龙。                 |
| 甲龙        | 淘气和咖喱在被重爪龙追赶时所遇到的恐龙。             |
| 牛龙        | 菲菲在被棘龙摔下悬崖下时所遇到的恐龙。曾与棘龙决斗。 |
| 似栉龙      | 蓝猫和咖喱在逃避火山爆发的时候曾遇到一窝似栉龙。     |
| 霸王龙      | 众人提取基因的第四个和最后一个目标。                 |
| 恐爪龙      | 菲菲和淘气在寻找霸王龙时所遇到的恐龙。               |
| 似鸵龙      | 菲菲和淘气成功逃避恐爪龙的追赶后，曾误踩了似鸵龙蛋。 |

### 三叠纪时期
| 恐龙            | 其他 |
| 虚形龙/腔骨龙   | 众人收集资料的首要目标。 |
| 十字龙/南十字龙 | 蓝猫和羊博士所遇到的恐龙。菲菲失踪时也遇到过一对十字龙。                                                                      |
| 芦沟龙/卢沟龙   | 实际生活在侏罗纪。众人收集资料的第二个目标。                                                                                  |
| 翼龙            | 可能是蓓天翼龙。是蓝猫和羊博士所遇到的恐龙。                                                                                  |
| 幻龙            | 蓝猫和羊博士在翼龙窝里所遇到的恐龙。                                                                                          |
| 贵州龙          | 蓝猫和羊博士在寻找感应器的途中所遇到的恐龙。                                                                                  |
| 蜀龙            | 众人收集资料的第三个目标。 |
| 黑瑞龙          | 蓝猫抓小蜀龙的时候所遇到的恐龙。后来被大蜀龙追赶后又在遇到同一只黑瑞龙。                                                      |
| 始盗龙          | 蓝猫带着小蜀龙躲避羊博士的时候所遇到的恐龙。                                                                                  |
| 并合踝龙        | 蓝猫和淘气曾故意利用一直并合踝龙气走羊博士。                                                                                  |
| 板龙            | 众人收集资料的第四个目标。 |
| 原颌龙          | 实际生存于侏罗纪晚期。在剧集里被描述为生存于三叠纪时期，类似兽脚类的肉食恐龙。蓝猫曾误踩原颌龙蛋，过后又有4只原颌龙捕猎板龙。 |
| 跳龙            | 羊博士力救蓝猫后曾遇到一群跳龙。                                                                                              |

在第91集《力救蓝猫》时有一只有冠肉食恐龙追赶蓝猫，该恐龙有可能是理理恩龙。

### 侏罗纪时期（第二次出发）
| 恐龙       | 其他                                                                                         |
| 火山齿龙   | 在剧集里描述幼年和成年之间有不一样的特征。众人收集资料的第五个目标。                         |
| 喙头蜥     | 蓝猫找到咖喱后就曾遇到一只喙头蜥。                                                           |
| 巨齿龙     | 实际与斑龙为同种恐龙。蓝猫与咖喱欲从火山齿龙取感应器，突然有一只巨齿龙冒出追赶龙群。         |
| 秀颌龙     | 咖喱在离开蓝猫时曾被一只小秀颌龙追赶。                                                       |
| 和平永川龙 | 实际已被归类为中华盗龙属。在剧集被描述为永川龙属的新增品种。咖喱和羊博士曾被一头永川龙追赶。 |
| 沱江龙     | 咖喱和羊博士找蓝猫途中所遇到的恐龙。该沱江龙后来在三人被蛮龙攻击时拯救他们。                 |
| 蛮龙       | 咖喱和羊博士在在救过沱江龙后所遇到的恐龙。过后又有三头蛮龙猎食火山齿龙。                     |
| 钉状龙     | 咖喱和羊博士在躲过蛮龙后所遇到的一群恐龙。                                                   |
| 喙嘴龙     | 众人收集资料的第六个目标。                                                                   |
| 角冠龙     | 蓝猫和菲菲在寻找喙嘴龙时说遇到的恐龙。                                                       |
| 大眼鱼龙   | 蓝猫和菲菲在追小喙嘴龙时所遇到的生物。                                                       |

### 白垩纪时期（第二次出发）
| 恐龙            | 其他 |
| 蜥结龙          | 蓝猫、淘气和菲菲遇到的恐龙。 |
| 禽龙            | 其样貌有非常大的错误。是众人收集资料的第七个目标。 |
| 多刺甲龙        | 蓝猫、淘气和菲菲在捉小禽龙时遇到的恐龙。 |
| 矮异特龙        | 菲菲和淘气曾利用一头公矮异特龙吓走禽龙群。后来又追赶菲菲和淘气。 |
| 伤齿龙          | 叼走小禽龙的一头恐龙。该伤齿龙后来还在跌下山崖时拯救蓝猫。 |
| 伶盗龙          | 实际与迅猛龙是同种恐龙。菲菲和淘气寻找平头龙时遇到的恐龙。 |
| 平头龙          | 众人收集资料的第八个目标。 |
| 棘背龙          | 众人收集资料的第九个目标。 |
| 无齿翼龙        | 众人收集资料的第十个目标。 |
| 怖鳄            | 淘气困在沼泽时所遇到的生物。 |
| 三角龙          | 众人收集资料的第十一个目标。 |
| 阿尔伯脱龙      | 菲菲在引诱三角龙时所遇到的恐龙。 |
| 原角龙          | 曾经有一只小原角龙救过淘气，后来羊博士等人又遇到一群原角龙。 |
| 霸王龙          | 菲菲在取感应器时曾遇到一只粉色霸王龙，后来在寻找鸭嘴龙时又遇到另一只，也就是后来的大个子。大个子后来成为众人收集资料的第十四个目标。                                 |
| 鸭嘴龙          | 在剧集里被塑造成青岛龙的模样。和蜥嵴龙及掠食龙为同盟，众人收集资料的第十一个目标。在后期经常出现                                                                     |
| 蜥嵴龙          | 在剧集里塑造成只能完全靠四肢行动的鸭嘴龙类。与鸭嘴龙及掠食龙为同盟。蓝猫和菲菲亦曾救过受伤的母蜥嵴龙。                                                               |
| 掠食龙          | 与鸭嘴龙及蜥嵴龙为同盟。在拯救母蜥嵴龙后，蓝猫和菲菲又从泥石流中救出一对掠食龙兄弟。                                                                                 |
| 似栉龙          | 众人收集资料的第十二个目标。其中似栉龙群曾与鸭嘴龙群有过节，过后又成为好友。在后期经常出现。                                                                         |
| 风神翼龙        | 羊博士和菲菲在寻找母似栉龙时所遇到的生物。 |
| 慈母龙          | 在剧集里被塑造成类似蜥脚类的大型恐龙。蓝猫和淘气曾救过一只小慈母龙。                                                                                                 |
| 镰刀龙          | 在剧集里被描述为肉食恐龙。曾经有一只镰刀龙袭击两只小慈母龙。后来该镰刀龙又与同伴袭击大个子。                                                                         |
| 达斯布雷龙/惧龙 | 在剧集里使用类似异特龙的模型所塑造。曾有一直达斯布雷龙袭击大个子，后来被大个子推下泥石流。                                                                           |
| 独角龙          | 也被误名尖角龙，但实际与之不同。为众人收集资料的第十五个目标。剧集里的新独角龙首领有点不讲道理，还企图让蓝猫、淘气和大个子跌下悬崖。但同时它们也是恐龙群里最团结的。 |
| 埃德蒙顿龙      | 独角龙群的盟友。后期经常出现。 |
| 大盗龙          | 蓝猫和淘气与小爱德蒙脱龙玩的时候遇到的肉食恐龙。 |
| 南极龙          | 众人收集资料的第十六个和最后一个目标。里面出现了一头脾气蛮横又自私的南极龙。与爱德蒙脱龙为盟友。-                                                                    |
| 暴龙            | 实为特暴龙，亚洲最大的暴龙科动物，比霸王龙稍小，被羊博士描述为霸王龙的“堂弟”。在剧集里出现了一头残暴的暴龙，为肉食恐龙的首领。                                       |
| 迅猛龙          | 实际与快盗龙时同种恐龙。剧集里出现了一只迅猛龙，为暴龙的心腹。 |
| 泰坦巨龙        | 后期出现的恐龙。 |
| 肿头龙          | 后期出现的恐龙。后来一群肿头龙为了让龙群逃离毒气而跳下沼泽搭成“龙桥”。                                                                                               |
| 似鸡龙          | 曾出现一只抢食物的似鸡龙。 |

## 集数名称
1. 地球危机
2. 危险的恐龙
3. 初战异特龙
4. 异特龙的智商有多高
5. 恐龙也有一颗慈爱的父母心
6. 迅猛的猎食者——窃鸟龙
7. 贪婪的猛兽
8. 逃避追杀
9. 侏罗纪怪兽——双冠龙
10. 双冠龙是贪婪的肉食者吗
11. 智斗嗜鸟龙
12. 角鼻龙能游泳吗
13. 蛇颈龙
14. 与蛇颈龙的周旋
15. 海上争夺战
16. 勇斗蛇颈龙
17. 海岛迷踪
18. 取回定位器
19. 勇擒蛇颈龙
20. 勇斗斑龙
21. 海上追龙
22. 再擒蛇颈龙
23. 鱼龙
24. 穿梭机里的趣事
25. 智取穿梭机
26. 离开前的故事
27. 海底追踪
28. 凶猛嗜杀而爱子如命的鳄鱼
29. 尽弃前嫌
30. 突遇勇猛龙
31. 误取基因
32. 初遇棘龙
33. 再战棘龙
34. 喜欢吃鱼的重爪龙
35. 武装坦克——甲龙
36. 计谋落空
37. 爪下余生
38. 峡谷重逢
39. 遭遇牛龙
40. 棘龙和牛龙的决斗
41. 帆状脊有什么作用
42. 巧获基因
43. 火山活跃的白垩纪
44. 无害的鸭嘴恐龙——似栉龙
45. 不会游泳的霸王龙
46. 恐爪龙
47. 突遇重围
48. 沼泽逃生
49. 患得患失
50. 误入凶巢
51. 功败垂成
52. 金蝉脱壳
53. 赔了夫人又折兵
54. 深入龙穴
55. 不甘心的妥协
56. 智斗霸王龙
57. 龙穴偷蛋
58. 舐犊情深
59. 救援菲菲
60. 火海余生
61. 新的任务
62. 首次调查
63. 绝处逢生
64. 第一次交锋
65. 菲菲的恶作剧
66. 初见成效
67. 阴差阳错
68. 与十字龙的周旋
69. 错中有对
70. 来迟一步
71. 自食其果
72. 棋差一著
73. 天空的统治者——翼龙
74. 龙窝里的战斗
75. 谁惹的麻烦
76. 偶遇贵州龙
77. 错位的母爱
78. 意外失手
79. 神奇的翼龙
80. 摆脱黑瑞龙
81. 巧装感应器
82. 顾此失彼
83. 好心没好报
84. 暗中相助
85. 意外脱险
86. 误会重重
87. 菲菲的小算盘
88. 阳奉阴违
89. 倒霉的蓝猫
90. 菲菲的失算
91. 力救蓝猫
92. 微型猎手 原颌龙
93. 跳跃的脚——跳龙
94. 真相大白
95. 真情回报
96. 尴尬的菲菲
97. 负气出走
98. 进退两难
99. 破涕为笑
100. 坏事的蓝猫
101. 火上浇油
102. 不欢而散
103. 回心转意
104. 雪上加霜
105. 丛林遇险
106. 被救
107. 疗伤
108. 动摇
109. 惹火
110. 反思
111. 祸不单行
112. 释怀
113. 菲菲的无奈
114. 菲菲的新动力
115. 初次得意
116. 菲菲的心计
117. 菲菲的挫折
118. 再遇喙嘴龙
119. 菲菲得志
120. 事与愿违
121. 决裂
122. 结盟
123. 害人终害己
124. 计驱多刺甲龙
125. 得而复失
126. 计诱矮异特龙
127. 夺回小禽龙
128. 险中救淘气
129. 禽龙也疯狂
130. 较量
131. 初战告捷
132. 救平头龙
133. 棘背龙
134. 无齿翼龙
135. 战友失散
136. 鳄口逃生
137. 恩怨分明
138. 淘气的失败
139. 蓝猫的成功
140. 一意孤行
141. 节外生枝
142. 狼狈逃脱
143. 故伎重施
144. 分道扬镳
145. 快意恩仇
146. 孤注一掷
147. 菲菲的捣乱
148. 挑拨离间
149. 泻药风波
150. 报复情节
151. 偷梁换柱
152. 谁拿了录像带
153. 真情告白
154. 照片情缘
155. 孤独无望
156. 浪子回头
157. 救援鸭嘴龙
158. 脱身
159. 医治小龙
160. 人龙有情
161. 小龙遇险
162. 母子情深
163. 兄弟情深
164. 误会
165. 勇救小龙
166. 误会消除
167. 人龙合一
168. 误会的产生
169. 左右为难
170. 牵引霸王龙
171. 风神翼龙
172. 和解
173. 非常时刻
174. 山谷危情
175. 对攻
176. 误会冰释
177. 劫后余生
178. 小龙之死
179. 力救慈母龙
180. 霸王龙的悲凉
181. 再遇镰刀龙
182. 两龙相斗
183. 强弩之末
184. 美梦成真
185. 初遇独角龙
186. 又交朋友
187. 误会再起
188. 力战二龙
189. 狂性复发
190. 友谊裂痕
191. 一厢情愿
192. 营救
193. 无法回避的矛盾
194. 屡战屡败
195. 忍无可忍
196. 援救慈母龙
197. 调查南极龙
198. 又起风波
199. 成功伪装

## 恐龙灭绝原因
根据剧集里的故事情节，剧集里将恐龙灭绝的原因归咎为气候严重变化、自相残杀、行星多次撞击。

## 主题曲
自《恐龙系列》播放中期后，剧中就陆续出现多个主题曲。其中以《快乐蓝猫》为主要主题曲，但一开始的主题曲仍然为原本的《地厚天高》。此外，在第200集时，《共同的集体》（又名《我们的集体》）被作为该集的片头曲，并作为剧中的插曲。在大结局第264集，《告别那遥远的年代》一曲成为了剧中的片尾曲。另一插曲《生活就是挑战》也在剧中主角遇难的时候经常出现。

## 评论及争议
- 角色的配音演员都是开始在此系列自我介绍，也就是在此开始，葛平在里面的自我介绍遭到了网民的恶搞。
- 里面的资料介绍同样的滥用电脑和文字作知识说明，内容亦错漏百出。就有一集提到阿尔伯脱龙是霸王龙的“亲戚”，这个亲戚应是指在科学分类上接近，可是剧中菲菲和淘气居然通过假扮成小霸王龙来欺瞒一头阿尔伯脱龙，而阿尔伯脱龙还因认为他们是霸王龙温和对待他们。此外里面有部分恐龙因为有两种不同的名字，而在剧中被划分为两种不同的恐龙，就如暴龙和霸王龙。
- 剧中介绍恐鳄（原片中使用的是恐鳄的异名怖鳄）时称恐鳄的体长可达20米，严重夸大了恐鳄的体型。实际上恐鳄的体长仅为10米左右。